# ديفيد ألفاريز فلوريس
ديفيد ألفاريز فلوريس (بالإسبانية: David Álvarez Flores)‏ هو كاريكاتيري ورسام توضيحي إسباني، ولد في 1900 في مدريد في إسبانيا، وتوفي بنفس المكان في 20 يوليو 1940.